# ملا عوض لی
ملا عوض لی (به ترکی آذربایجانی: Mollavazlı) یک منطقه مسکونی در جمهوری آذربایجان است که در شهرستان ساعتلی واقع شده است. ملا عوض لی ۱۶۰۲ نفر جمعیت دارد.